# Susanne Goumegou
Susanne Goumegou ist eine deutsche Romanistin.

## Leben
Nach dem Studium der Romanistik, Germanistik und Politikwissenschaft in Konstanz, Tours und Berlin (1991–1998) war sie von 2002 bis 2003 wissenschaftliche Mitarbeiterin am Lehrstuhl für Romanische Literaturen und Allgemeine Literaturwissenschaft (Helmut Pfeiffer) an der HU Berlin. Nach der Promotion an der HU Berlin (2004) war sie von 2004 bis 2014 wissenschaftliche Assistentin / Mitarbeiterin am Lehrstuhl für Romanische Philologie, insbes. französische Literatur (Rudolf Behrens) an der Ruhr-Universität Bochum. Nach der Habilitation an der Fakultät für Philologie in Bochum (2015) ist sie seit 2015 Professorin für Romanische Philologie, insbesondere Französische Literatur an der Eberhard Karls Universität Tübingen.
Ihre Forschungsschwerpunkte sind anthropologisches Wissen und Literatur seit 1800, Literatur und Traum in der Moderne, Global South Studies - Schwerpunkt frankophone Literaturen im subsaharischen Afrika, Fiktion und Fiktionalität, autobiographisches Schreiben (auch unter Einbeziehung von Gender-Aspekten), französische Literatur des 19. und 20. Jahrhunderts und italienische Literatur in Humanismus und Renaissance.

## Schriften (Auswahl)
- Traumtext und Traumdiskurs. Nerval, Breton, Leiris. Paderborn 2007, ISBN 3-7705-4276-2.
- mit Marie Guthmüller und Annika Nickenig: Schwindend schreiben. Briefe und Tagebücher schwindsüchtiger Frauen im französischen 19. Jahrhundert. Köln 2011, ISBN 978-3-412-20663-5.